# La fuga de Raquel
 La fuga de Raquel  es una película argentina en blanco y negro de Argentina que se estrenó el 8 de noviembre de 1916, dirigida por José Agustín Ferreyra sobre su propio guion, protagonizada por María Reino. Fue la tercera película de José Agustín Ferreyra y algunas fuentes indican que llevaba el subtítulo de Tito diplomático. Tuvo el título alternativo de Los apuros de Raquel, una reminiscencia de la exitosa producción estadounidense Los peligros de Paulina con Pearl White como protagonista.

## Comentario
Ferreyra prefirió olvidar este filme, que según relatos orales fue arruinado por una mediocre fotografía, así como los dos anteriores, y consideraba que su carrera profesional se había iniciado en 1917 con El tango de la muerte.